# Linamix
Linamix (1987-2016) est un cheval de course pur-sang anglais né en France de l'union de Mendez et Lunadix, par Breton. Il fut l'un des meilleurs étalons en Europe dans les années 2000.  

## Carrière de courses
Élevé par Jean-Luc Lagardère, Linamix fut l'un des meilleurs compétiteurs de sa génération. À deux ans, il s'adjuge la seconde place du Grand Critérium. L'année suivante, il remporte la plus belle victoire de sa carrière dans la Poule d'Essai des Poulains. Aisément reconnaissable dans le peloton avec sa robe gris clair, Linamix s'octroie une belle collection de premiers accessits dans le Prix Jacques Le Marois, le Prix du Moulin de Longchamp et les Champion Stakes après avoir tenté sa chance sans succès dans le Derby d'Epsom. Il se retire à la fin de son année de 3 ans. 

### Résumé de carrière
| Date         | Hippodrome  | Pays        | Course                      | Statut      | Distance    | Jockey      | Place       | Écart       | Vainqueur ou deuxième |
| 1989, 2 ans  | 1989, 2 ans | 1989, 2 ans | 1989, 2 ans                 | 1989, 2 ans | 1989, 2 ans | 1989, 2 ans | 1989, 2 ans | 1989, 2 ans | 1989, 2 ans           |
| ------------ | ----------- | ----------- | --------------------------- | ----------- | ----------- | ----------- | ----------- | ----------- | --------------------- |
| 3 septembre  | Longchamp   | France      | Prix de Fontenoy            | Maiden      | 1 600 m     | G. Mossé    | 1er / 5     | 2           | Horatio Luro          |
| 17 septembre | Longchamp   | France      | Prix La Rochette            | Gr. 3       | 1 600 m     | G. Mossé    | 1er / 7     | 3/4         | Jade Robbery          |
| 7 octobre    | Longchamp   | France      | Grand Critérium             | Gr. 1       | 1 600 m     | G. Mossé    | 2e / 8      | 3/4         | Jade Robbery          |
| 1990, 3 ans  |             |             |                             |             |             |             |             |             |                       |
| 16 avril     | Longchamp   | France      | Prix de Fontainebleau       | Gr. 3       | 1 600 m     | G. Mossé    | 1er / 8     | 2 ½         | Septième Ciel         |
| 6 mai        | Longchamp   | France      | Poule d'Essai des Poulains  | Gr. 1       | 1 600 m     | F. Head     | 1er / 7     | 1 ½         | Zoman                 |
| 6 juin       | Epsom       | Royaume-Uni | Derby                       | Gr. 1       | 2 400 m     | G. Mossé    | 9e / 18     | 11          | Quest For Fame        |
| 12 août      | Deauville   | France      | Prix Jacques Le Marois      | Gr. 1       | 1 600 m     | G. Mossé    | 2e / 10     | 1/2         | Priolo                |
| 2 septembre  | Longchamp   | France      | Prix du Moulin de Longchamp | Gr. 1       | 1 600 m     | G. Mossé    | 2e / 6      | cte tête    | Distant Relative      |
| 29 septembre | Ascot       | Royaume-Uni | Queen Elizabeth II Stakes   | Gr. 1       | 1 600 m     | F. Head     | 6e / 10     | 21          | Markofdistinction     |
| 20 octobre   | Newmarket   | Royaume-Uni | Champion Stakes             | Gr. 1       | 2 000 m     | F. Head     | 2e / 10     | 1 ½         | In The Groove         |

## Au haras
C'est surtout au haras que Linamix va asseoir sa notoriété. Malgré ses origines complètement atypiques, à contre-courant de toutes les modes et totalement dépourvues des courants de sang dominants, ce gris homozygote (qui ne produisait donc que des poulains gris) est devenu le meilleur étalon de France. Soutenu au début par la jumenterie de son propriétaire, il a peu à peu gagné la confiance des éleveurs français et étrangers. Retiré de la monte en 2008 en raison de problèmes de fertilité, ses services étaient facturés à 50 000 €. Il est mort le 6 septembre 2016 au Haras d'Ouilly en Normandie et sa dépouille a été incinérée en Belgique.
Tête de liste des étalons en France en 1998 et 2004, il a donné 14 lauréats de groupe 1, parmi lesquels :  
- Sagamix : Prix de l'Arc de Triomphe
- Cherry Mix : Gran Premio del Jockey-Club, Premio Roma, 2e Prix de l'Arc de Triomphe
- Amilynx : Prix Royal-Oak, (deux fois)
- Slickly : Grand Prix de Paris, Prix du Moulin de Longchamp, Premio Vittorio di Capua (deux fois)
- Miss Satamixa : Prix Jacques Le Marois
- Reefscape : Prix du Cadran, 2e Ascot Gold Cup
- Vahorimix : Poule d'Essai des Poulains, Prix Jacques Le Marois

Père de mère remarqué, ses filles ont donné une dizaine de lauréats de groupe 1, parmi lesquels le champion sprinter Muhaarar (Commonwealth Cup, July Cup, Prix Maurice de Gheest, British Champions Sprint Stakes...), le champion stayer Vazirabad (Prix Royal Oak, Prix du Cadran).Natagora (1000 Guinées, Cheveley Park Stakes), Valyra (Prix de Diane) ou Montmartre (Grand Prix de Paris).

## Origines
Le pedigree atypique de Linamix, bien éloigné des courants de sang dominants, en fait un étalon à part, mais aussi très facile à croiser. Son père Mendez, paré de la casaque Niarchos, remporta le Prix du Moulin de Longchamp et le Prix Jean Prat, terminant aussi deuxième des Futurity Stakes à 2 ans, et troisième de la Poule d'Essai l'année suivante. Il n'a guère brillé au haras et Linamix est de loin son meilleur produit. La mère, Lunadix, issue elle-même d'un étalon qui n'a pas tracé, Breton, avait montré de la qualité et fut jugée digne à la Poule d'Essai des Pouliches, où elle prit la cinquième place. Elle s'est avérée une formidable reproductrice puisque, outre Linamix, elle a donné :
- Long Mick (par Gay Mecene), vainqueur du Grand Prix d'Évry (Gr.2) et du Prix de Condé (Gr.3), devenu étalon au Japon (où il n'a que très peu produit)
- Luna Wells (par Sadler's Wells), lauréate des Prix Saint-Alary, Vanteaux (Gr.3), de la Nonette (Gr.3) et cinquième du Prix de l'Arc de Triomphe. Mère de : 
  - Cat Junior (Storm Cat) : 2e Challenge Stakes (Gr.2), Park Stakes (Gr.2), Lennox Stakes (Gr.2), Hungerford Stakes (Gr.2). 4e St. James's Palace Stakes, Prix Jean Prat.
  - Doukhan (Dansili) : 2e Craven Plate (Gr.3, Australie)

### Pedigree
| Origines de Linamix (FR), mâle gris né en 1987 | Origines de Linamix (FR), mâle gris né en 1987 | Origines de Linamix (FR), mâle gris né en 1987 | Origines de Linamix (FR), mâle gris né en 1987 |
| ---------------------------------------------- | ---------------------------------------------- | ---------------------------------------------- | ---------------------------------------------- |
| Père Mendez                                    | Bellypha                                       | Lyphard                                        | Northern Dancer                                |
| Père Mendez                                    | Bellypha                                       | Lyphard                                        | Goofed                                         |
| Père Mendez                                    | Bellypha                                       | Belga                                          | Le Fabuleux                                    |
| Père Mendez                                    | Bellypha                                       | Belga                                          | Belle de Retz                                  |
| Père Mendez                                    | Miss Carina                                    | Caro                                           | Fortino                                        |
| Père Mendez                                    | Miss Carina                                    | Caro                                           | Chambord                                       |
| Père Mendez                                    | Miss Carina                                    | Miss Pia                                       | Olympia                                        |
| Père Mendez                                    | Miss Carina                                    | Miss Pia                                       | Ultimate Weapon                                |
| Mère Lunadix                                   | Breton                                         | Relko                                          | Tanerko                                        |
| Mère Lunadix                                   | Breton                                         | Relko                                          | Relance                                        |
| Mère Lunadix                                   | Breton                                         | La Melba                                       | Chanteur                                       |
| Mère Lunadix                                   | Breton                                         | La Melba                                       | Marv Tavy                                      |
| Mère Lunadix                                   | Lutine                                         | Alcide                                         | Alycidon                                       |
| Mère Lunadix                                   | Lutine                                         | Alcide                                         | Chenille                                       |
| Mère Lunadix                                   | Lutine                                         | Mona                                           | Abernant                                       |
| Mère Lunadix                                   | Lutine                                         | Mona                                           | Social Gulf (famille 6-e)                      |